# Érika Wallner
Erika Wallner (geboren als Erica Frauwallner; geboren 2. September 1941 in Buenos Aires, Argentinien; gestorben am 26. August 2016 in Buenos Aires) war eine argentinische Film- und Theaterschauspielerin.

## Leben
Im Alter von 16 Jahren gewann Wallner den „Miss Televisión“-Wettbewerb, da sie jedoch noch minderjährig war, durfte sie nicht für den Schönheitstitel „Miss Argentina“ kandidieren. Bald darauf begann sie sich der Schauspielerei zu widmen. Die erste Hauptrolle hatte sie im Kinofilm Héroes de hoy (1960), mit welcher sie Bekanntheit erlangte und ihr der Durchbruch gelang. 1961 trat sie mehrfach in Musicals mit bekannten Sänger auf, unter anderem mit Leo Dan und Jorge Sobral. Ihr Fernsehdebüt gab sie im Film El sátiro (1963), der Regisseur war Narciso Ibáñez Menta. Ihr erster Auftritt in einer Telenovela war in El amor tiene cara de mujer (1964). In diesem Genre war sie besonders erfolgreich.
2013 hatte sie ihren letzten Auftritt im Theaterstück La casa de Bernarda Alba und ersetzte die dort ursprünglich vorgesehene Adriana Aizenberg.

### Privates
Wallner war mit dem Schauspieler Carlos Estrada verheiratet. Gemeinsam hatten sie einen Sohn. Wallner verstarb am 26. August 2016 an den Folgen eines Nierenversagen.

## Filmografie
- 1960: Héroes de hoy
- 1962: La novia
- 1963: El sátiro (Miniserie, 5 Folgen)
- 1964–1971: El amor tiene cara de mujer (Fernsehserie)
- 1966: Máscaras en otoño
- 1966: Cuatro mujeres para Adán (Fernsehserie, 3 Folgen)
- 1967: Amor a la española
- 1967: 40 grados a la sombra
- 1968: La novela de un joven pobre
- 1968: Ché OVNI
- 1968: Chão, amor
- 1969: Cantando a la vida
- 1969: 1944 – Die Brücke über die Elbe (No importa morir)
- 1969: El hombre que volvió de la muerte (Miniserie, 13 Folgen)
- 1969: Mimi, el ángel del barrio (Fernsehserie, 99 Folgen)
- 1970: El gran crucero
- 1970: Los parientes de la Galleguita (Fernsehserie, 19 Folgen)
- 1971: Simplemente una rosa
- 1971: Un guapo del 900
- 1973: Yo gané el prode, ¿y usted?
- 1971–1973: Alta comedia (Fernsehserie, 4 Folgen)
- 1973: Papá corazón (Fernsehserie, 103 Folgen)
- 1975: Tres suecas para tres Rodríguez
- 1975: Vida íntima de un seductor cínico
- 1975: La familia Super Star (Fernsehserie, 19 Folgen)
- 1976: Haz la loca... no la guerra
- 1977: Hay que parar la delantera
- 1977: Esposa y amante
- 1977: La Raulito en libertad
- 1979: La isla
- 1979: El Fausto criollo
- 1980: El solitario (Miniserie, 39 Folgen)
- 1980: El bromista
- 1981: Las 24 horas (Fernsehserie, 1 Folge)
- 1980–1981: Los especiales de ATC (Fernsehserie, 2 Folgen)
- 1981: Herencia de amor (Fernsehserie, 19 Folgen)
- 1982: Teatro de humor (Fernsehserie, 1 Folge)
- 1982: Rebelde y solitario (Fernsehserie, 19 Folgen)
- 1983: Amada (Fernsehserie, 19 Folgen)
- 1984: Cuatro hombres para Eva (Fernsehserie, 29 Folgen)
- 1984: Paloma hay una sola (Fernsehserie, 19 Folgen)
- 1985: El pulpo negro (Miniserie, 13 Folgen)
- 1985: Sin querer, queriendo
- 1985: Libertad condicionada (Fernsehserie, 284 Folgen)
- 1986: Correccional de mujeres
- 1986: Claudia Morán (Fernsehserie, 39 Folgen)
- 1987: Grecia (Fernsehserie, 153 Folge)
- 1991: Celeste (Fernsehserie, 172 Folgen)
- 1993: Celeste, siempre Celeste (Fernsehserie, 3 Folgen)
- 1994: Aprender a volar (Fernsehserie, 1 Folge)
- 1994: Tres minas fieles (Miniserie, 4 Folgen)
- 1996: Der Mann, der Eichmann jagte (The Man Who Captured Eichmann, Fernsehfilm)
- 2004: Padre Coraje (Fernsehserie, 168 Folgen)
- 2006: La ley del amor (Fernsehserie, 187 Folgen)
- 2014: Tenemos un problema, Ernesto